# مردم بی‌رحم
مردم بی‌رحم (به انگلیسی: Ruthless People) فیلمی آمریکایی در سبک کمدی سیاه به کارگردانی دیوید زاکر، جیم آبراهامز و جری زاکر و نویسندگی دیل لونر است.